# USS Rowe (DD-564)
USS Rowe (DD-564) là một tàu khu trục lớp Fletcher được Hải quân Hoa Kỳ chế tạo trong Chiến tranh Thế giới thứ hai. Nó là chiếc tàu chiến duy nhất của Hải quân Mỹ được đặt theo tên Đại úy Hải quân John Rowe, người phục vụ cùng Thiếu tướng Hải quân Stephen Decatur trong cuộc Chiến tranh Barbary thứ nhất. Nó hoạt động cho đến hết Thế Chiến II, được cho xuất biên chế năm 1947 nhưng được nhập biên chế trở lại năm 1951 để tiếp tục phục vụ cho đến năm 1959, bị rút đăng bạ năm 1974 và bị đánh chìm như một mục tiêu năm 1978. Nó được tặng thưởng ba Ngôi sao Chiến trận do thành tích hoạt động trong Thế Chiến II.

## Thiết kế và chế tạo
Rowe được đặt lườn tại xưởng tàu của hãng Seattle-Tacoma Shipbuilding Corporation ở Seattle, Washington vào ngày 7 tháng 12 năm 1942. Nó được hạ thủy vào ngày 30 tháng 9 năm 1943; được đỡ đầu bởi bà Louise Bradley Roberson; và nhập biên chế vào ngày 13 tháng 3 năm 1944 dưới quyền chỉ huy của Hạm trưởng, Trung tá Hải quân A. L. Young, Jr.

## Lịch sử hoạt động

### Thế Chiến II
Sau khi hoàn tất chạy thử máy huấn luyện ngoài khơi bờ biển San Diego, California, Rowe lên đường đi Trân Châu Cảng vào ngày 24 tháng 5 năm 1944. Sau hai tuần lễ huấn luyện bổ sung tại vùng biển quần đảo Hawaii, nó hoàn tất một chuyến đi hộ tống khứ hồi đến Eniwetok từ ngày 16 tháng 6 đến ngày 2 tháng 7, và vào ngày 3 tháng 8 được đặt làm soái hạm của Hải đội Khu trục 57 để lên đường đi Adak, Alaska, nơi họ trình diện để phục vụ cùng Hạm đội 9. Nó thực hành huấn luyện tại đây, và tham gia ba đợt bắn phá quần đảo Kuril: đảo Matsuwa To vào ngày 21 tháng 11 năm 1944; Suribati Wan vào ngày 3 tháng 1 năm 1945; và Kurabu Zaki thuộc đảo Paramushiro vào ngày 18 tháng 2. Đến ngày 18 tháng 4, Đội khu trục 113 được cho tách khỏi Lực lượng Bắc Thái Bình Dương và quay trở về Trân Châu Cảng.

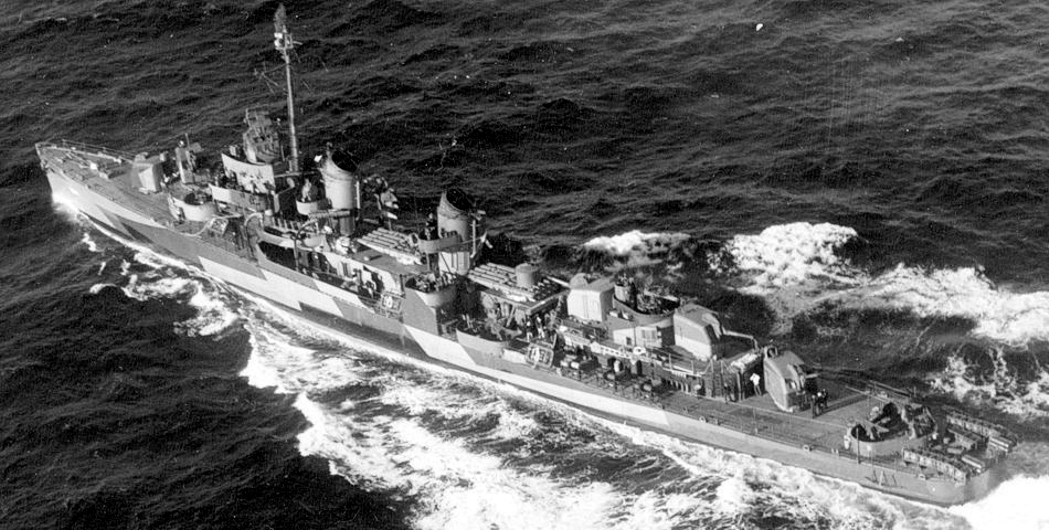
Rowe trên đường đi năm 1944.

Sau khi được sửa chữa và huấn luyện, Rowe khởi hành vào ngày 11 tháng 5 cùng tàu sân bay Ticonderoga và đội khu trục của nó để đi Ulithi. Đến nơi vào ngày 22 tháng 5, nó gia nhập Đệ Ngũ hạm đội, và rời Ulithi một tuần sau đó cùng một đoàn tàu vận tải hướng đến Okinawa. Đi đến quần đảo Ryukyu vào ngày 2 tháng 6, nó bắt đầu làm nhiệm vụ cột mốc radar; đến ngày 17 tháng 6, nó cùng Đội khu trục 113 hộ tống cho thiết giáp hạm Mississippi rời nơi neo đậu Hagushi để đi đi đến vịnh San Pedro thuộc vịnh Leyte vào ngày 20 tháng 6.
Rời vịnh Leyte vào ngày 1 tháng 7, Rowe gặp gỡ Lực lượng Đặc nhiệm 38 để hộ tống và canh phòng máy bay trong các chiến dịch không kích xuống các hòn đảo chính quốc Nhật Bản Honshū, Shikoku và Hokkaidō. Đợt không kích đầu tiên diễn ra vào ngày 10 tháng 7, nhắm vào các căn cứ và sân bay tại khu vực phụ cận Tokyo. Nó được tạm thời cho tách ra vào ngày 23 tháng 7 để bắn phá thị trấn Omura tại Chichi Jima, rồi gia nhập trở lại lực lượng đặc nhiệm tàu sân bay. Sau khi Nhật Bản đầu hàng và văn kiện chính thức được ký kết trong vịnh Tokyo vào ngày 2 tháng 9, chiếc tàu khu trục vẫn đang cùng Đội đặc nhiệm 38.4 tuần tra về phía Đông đảo Honshū; máy bay của lực lượng thực hiện các phi vụ giám sát bên trên các trại tù binh. Sau một chuyến khứ hồi đến Eniwetok, nó rời vịnh Tokyo vào ngày 18 tháng 11 để đi Trân Châu Cảng và quay trở về Hoa Kỳ.
Rowe đã ghé qua San Diego, California, băng qua kênh đào Panama vào ngày 17 tháng 12, và đi đến Philadelphia, Pennsylviania vào ngày 23 tháng 12. Chiếc tàu khu trục đi vào Xưởng hải quân Charleston tại Charleston, South Carolina vào ngày 20 tháng 3 năm 1946, nơi nó được cho xuất biên chế vào ngày 31 tháng 1 năm 1947 và đưa về Hạm đội Dự bị Đại Tây Dương, neo đậu tại Charleston.

### 1951 - 1959
Sau gần năm năm bị bỏ không, Rowe được đưa ra khỏi nơi neo đậu vào ngày 20 tháng 9 năm 1951, và nhập biên chế trở lại vào ngày 5 tháng 10. Sau chuyến đi chạy thử máy huấn luyện tại vịnh Guantánamo, Cuba, nó thực hành bắn phá bờ biển tại đảo Culebra, Puerto Rico trước khi quay trở về Norfolk, Virginia vào ngày 12 tháng 3 năm 1952. Con tàu hoạt động tại chỗ cùng Đội khu trục 322 cho đến tháng 7, khi nó lên đường đi Halifax, Nova Scotia, rồi quay trở về vào cuối tháng 8 cho một lượt bảo trì trong ụ tàu.
Sau một giai đoạn huấn luyện thực hành tại vùng biển Caribe vào đầu năm 1953, Rowe thực hiện một chuyến đi huấn luyện học viên sĩ quan sang Châu Âu vào mùa Hè, rồi sang mùa Thu thực hành tìm-diệt chống tàu ngầm cùng Đội đặc nhiệm 81.2 tại vùng biển Caribe.
Vào ngày 20 tháng 4 năm 1954, trong vai trò soái hạm của Hải đội Khu trục 32, Rowe lên đường nhận nhiệm vụ tại Viễn Đông. Băng qua kênh đào Panama, nó đi đến Yokosuka, Nhật Bản vào ngày 28 tháng 5. Ba ngày sau, nó cùng tàu khu trục Fechteler (DD-870) lên đường đi Sasebo, rồi đi Pusan, Triều Tiên để làm nhiệm vụ tuần tra. Đến nơi cùng ngày hôm đó, chúng thay phiên cho các tàu khu trục Douglas H. Fox (DD-779) và Laffey (DD-724) trong nhiệm vụ tuần tra. Vào ngày 4 tháng 6, nó trợ giúp các xuồng máy và máy bay trong việc tìm kiếm một máy bay Không quân Hoa Kỳ bị rơi giữa Triều Tiên và Nhật Bản. Sáu thành viên đội bay và hành khách đã được cứu vớt. Sau đó nó kéo một thủy phi cơ Không quân không thể cất cánh do biển động quay về cảng. Đến ngày 28 tháng 8, nó hoàn tất lượt bố trí phục vụ cùng Đệ Thất hạm đội, chuẩn bị cho chặng quay trở về nhà trong chuyến vòng quanh trái đất. Nó đi ngang qua kênh đào Suez và Địa Trung Hải, về đến Norfolk vào ngày 28 tháng 10.

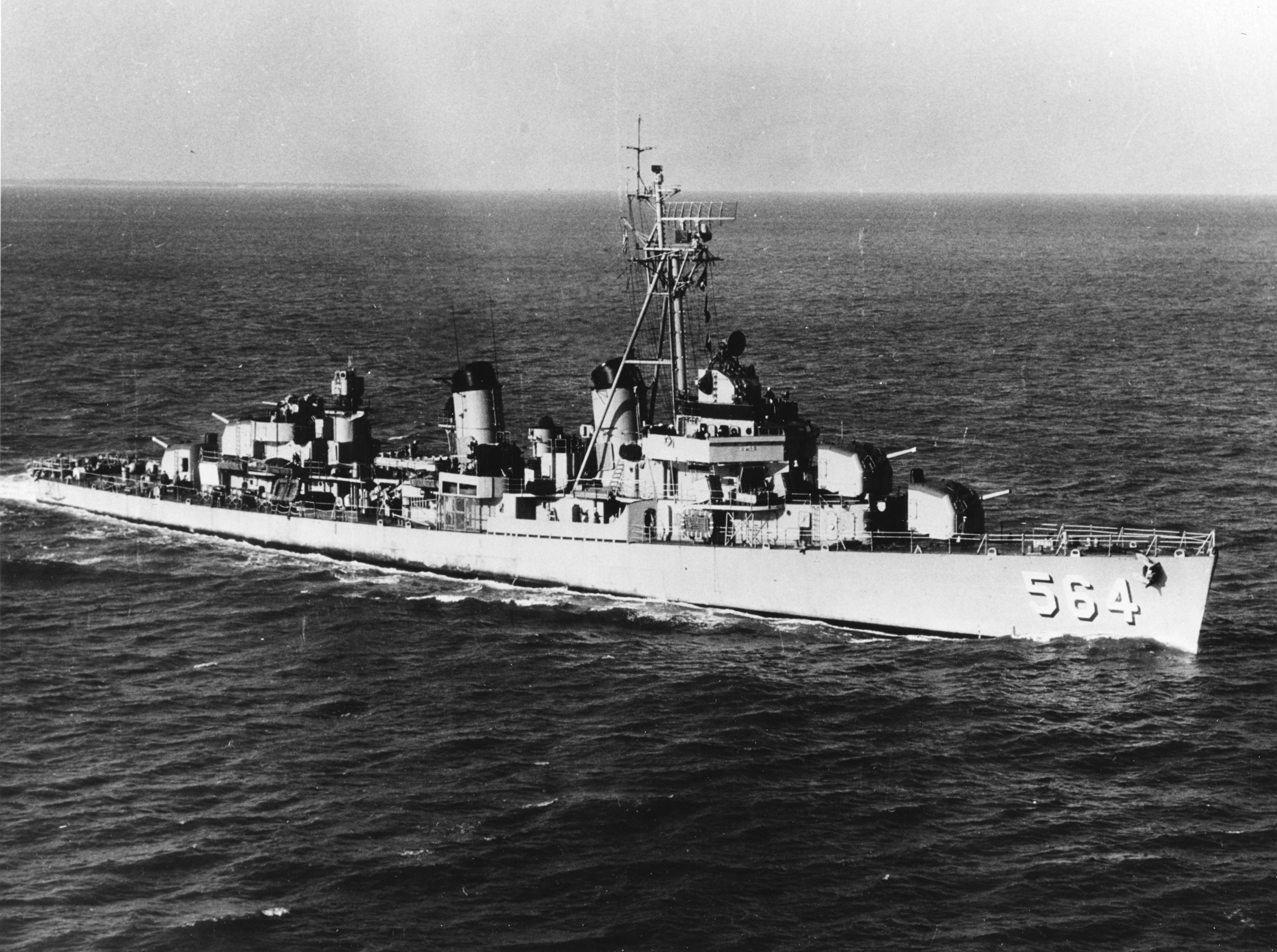
Rowe trên đường đi vào cuối những năm 1950.

Trong những tháng tiếp theo, Rowe được bảo trì, nghỉ ngơi và tiến hành các hoạt động tại chỗ. Vào ngày 20 tháng 6 năm 1955, đang khi thực hành các hoạt động cao tốc ban đêm cùng tàu sân bay Bennington (CV-20), nó đã cứu vớt một phi công từ một máy bay bị rơi. Từ ngày 18 tháng 7 đến ngày 19 tháng 9, nó tham gia cuộc tập trận CONVEX và các cuộc thực tập huấn luyện khi hoạt động cùng Lực lượng Chống tàu ngầm của Hạm đội Đại Tây Dương. Nó lại làm nhiệm vụ tại Địa Trung Hải từ ngày 5 tháng 11, phục vụ cùng Đệ Lục hạm đội cho đến khi quay trở về Norfolk vào ngày 26 tháng 2 năm 1956.
Trong tháng 6 và tháng 7 năm 1956, Rowe thực hiện một chuyến đi huấn luyện học viên sĩ quan khác từ Norfolk. Nó được phối thuộc cùng Đệ Lục hạm đội từ ngày 21 tháng 10 năm 1957 đến ngày 5 tháng 3 năm 1958, rồi quay trở lại vùng biển Châu Âu vào tháng 6 để ghé qua các cảng Thụy Điển và Đức. Quay trở về Norfolk vào đầu tháng 8, chiếc tàu khu trục hoạt động ngoài khơi Đại Tây Dương và bờ biển vịnh Mexico cho đến khi được cho xuất biên chế lần cuối cùng vào tháng 11 năm 1959.
Con tàu neo đậu tại Norfolk cho đến khi bị rút tên khỏi danh sách Đăng bạ Hải quân vào ngày 1 tháng 12 năm 1974. Lườn tàu bị đánh chìm như một mục tiêu vào ngày 23 tháng 2 năm 1978.

## Phần thưởng
Rowe được tặng thưởng ba Ngôi sao Chiến trận do thành tích phục vụ trong Thế Chiến II.